# Festa della Sensa

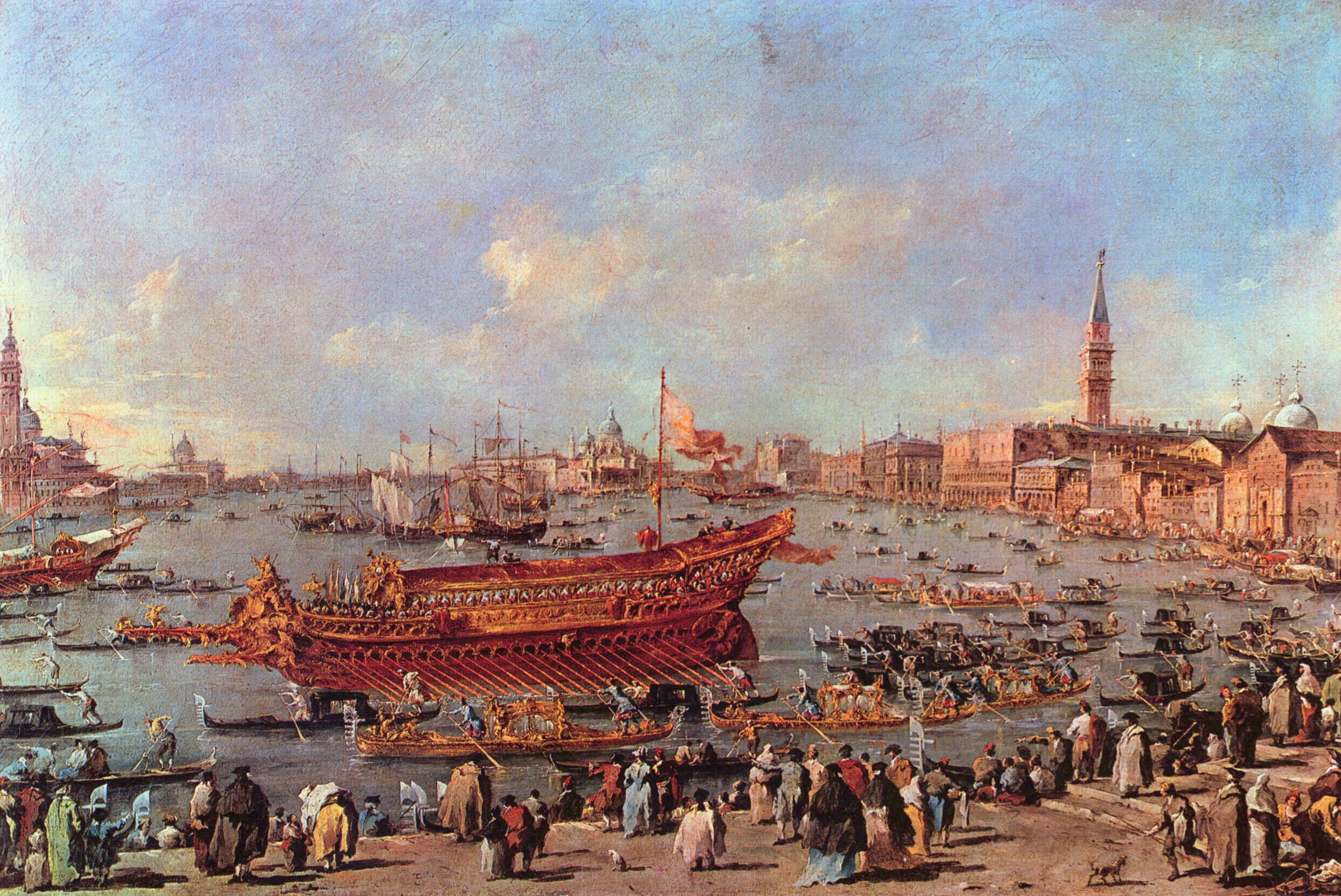
Fahrt der Schiffsprozession entlang der Riva degli Schiavoni, Francesco Guardi, um 1775

Die Festa della Sensa oder Festa dell’Ascensione war eine staatliche Feier der Republik Venedig, die – wie etwa im Pilgerbericht von Peter Füssli – im deutschen Sprachraum schon im 16. Jahrhundert als Vermählung des Dogen mit dem Meer bekannt wurde, eine Bezeichnung, die noch heute in Gebrauch ist. Ihren Namen erhielt sie von Christi Himmelfahrt, das im Italienischen verkürzt als Ascensione bezeichnet wird. Im Venezianischen bevorzugt man Sensa, weil zu dieser Zeit die venezianische Messe stattfand.

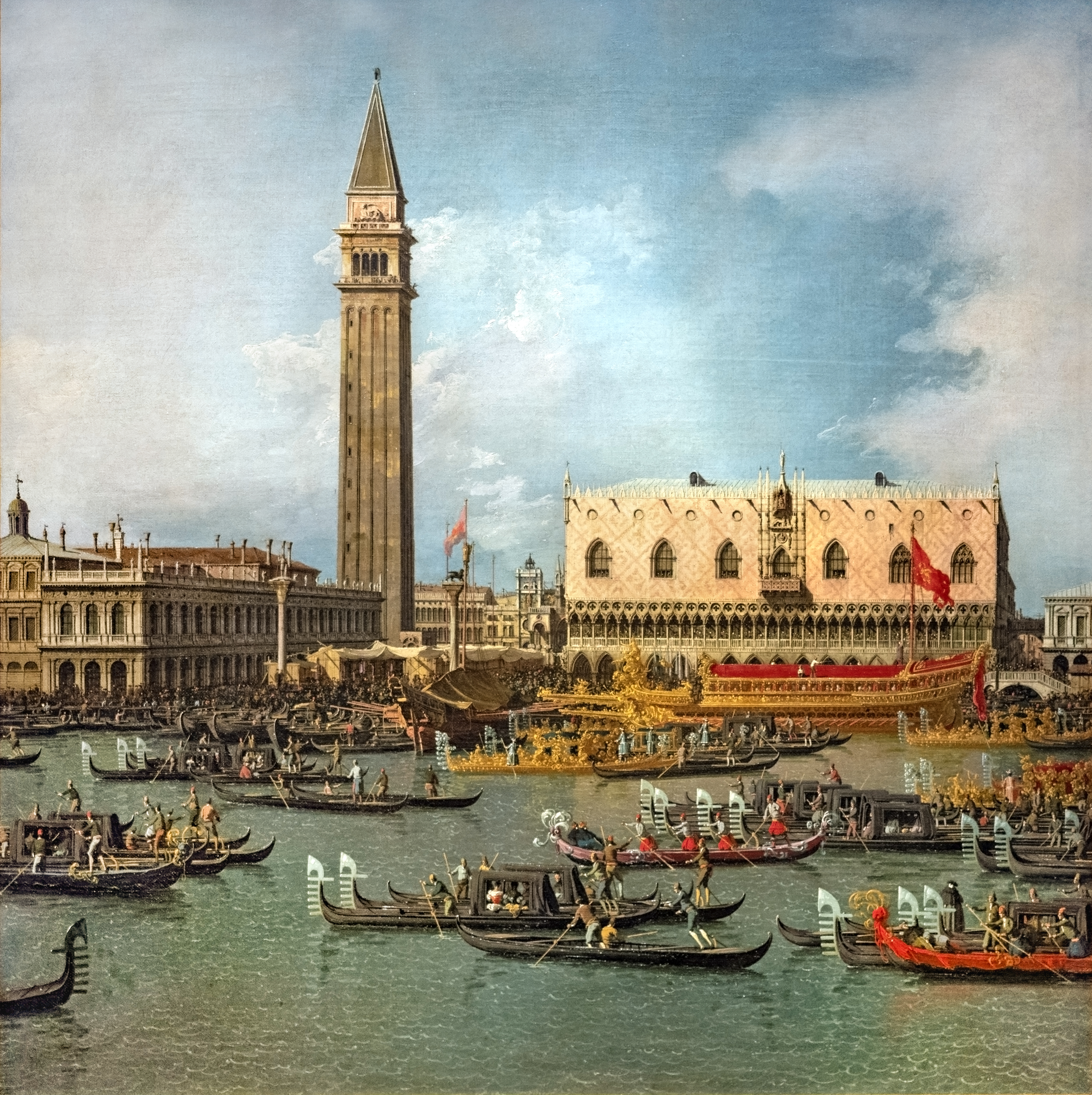
Aufbruch der Schiffsprozession vom Bacino di San Marco, Canaletto, um 1732

## Ursprung
Das Fest soll an zwei Ereignisse erinnern, zum einen an den Sieg des Dogen Pietro II. Orseolo über die dalmatinischen Piraten vom 9. Mai 1000, womit Venedig seine Herrschaft in der oberen Adria erstmals durchsetzen konnte. Zum anderen erinnert man damit an den Frieden von Venedig, der im Jahr 1177 geschlossen wurde, genauer gesagt an die angebliche Seeschlacht von Salvore, von der die Chronik des Andrea Dandolo berichtet. Papst Alexander III. und Friedrich Barbarossa trafen sich dazu mit dem Dogen Sebastiano Ziani in Venedig.

## Verlauf
Bei der Feier fuhren zahlreiche Boote und Schiffe zum Lido, um dort die Hochzeit mit dem Meer zu feiern (Sposalizio del Mare). Ab 1253 führte der Bucintoro, ein doppelstöckiges Ruderschiff, das den Dogen trug, die Schiffsprozession an, die am Bacino di San Marco vor dem Dogenpalast begann. Die gesamte Staatsführung nahm daran teil, also Signoria, Senat, die meisten Mitglieder des Großen Rates, aber auch die Botschafter und Gesandten, die sich in der Stadt aufhielten. Bei San Nicolò, einer der Durchfahrten in die Adria, folgten Gebete für die Sicherheit der Seefahrer. Unter Gesängen warf der Doge daraufhin vom Bucintoro einen goldenen, gesegneten Ring in das Meer, um die Verehelichung Venedigs mit dem Meer und die Oberherrschaft Venedigs über die Adria symbolisch zu überhöhen. Spätestens ab 1177 sprach der Doge den Satz: „Desponsamus te, mare, in signum veri perpetuique dominii“ (Wir heiraten dich, Meer, zum Zeichen unserer wahren und beständigen Herrschaft). In der Kirche S. Nicolò auf dem Lido wurde eine Messe zelebriert. 
Neben Schiffsprozession, Vermählung mit dem Meer, Messen und Gesängen wurden Gastmähler gegeben, insbesondere für die Arsenalotti, die Arbeiter im Arsenal, die anlässlich dieses Tages mit gewaltigen Mengen Fleisch versorgt wurden. Sie waren es, die während der Prozession das Schiff des Dogen ruderten. Am Ende der Republik waren es 168 Ruderer an 42 Rudern. Eine Gondelregatta schloss die Festlichkeiten ab. 
Die Vertreter der wichtigsten Scuole, der venezianischen Zünfte, begleiteten das Schiff des Dogen in eigenen Schiffen. Nach der Rückkehr des Bucintoro zum Markusplatz gingen die Männer, die sich auf dem oberen Deck des Schiffs aufgehalten hatten, und damit die einflussreichsten Staatsbediensteten (Magistrati), in den Dogenpalast, wo ihnen ein Festmahl aufgetan wurde.

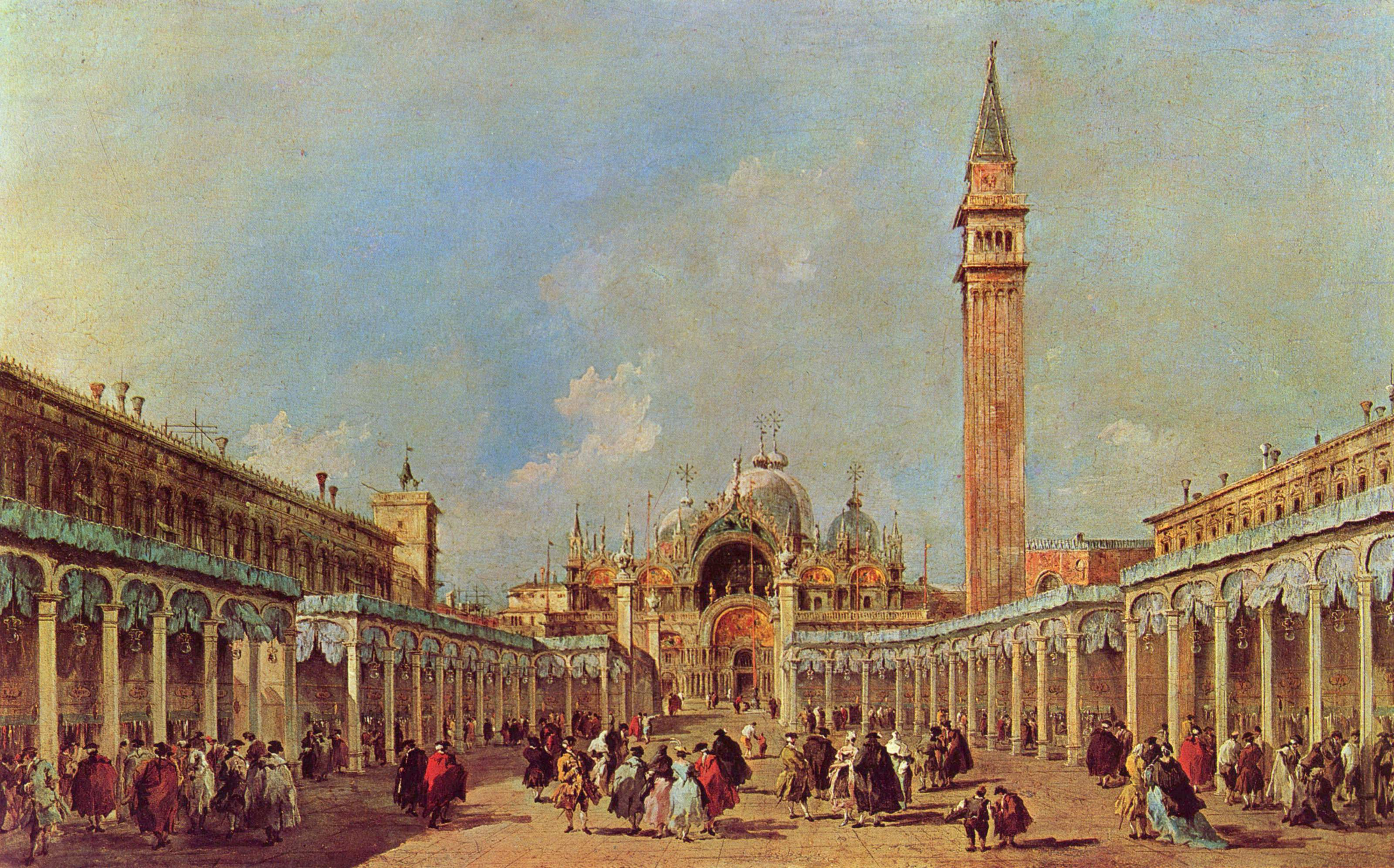
La Fiera della Sensa in Piazza San Marco, Francesco Guardi, 2. Hälfte 18. Jahrhundert

Gleichzeitig mit der symbolträchtigen und unter hohem Aufwand dargebotenen Staatsfeier fand eine der wichtigsten Messen Venedigs, eine Fiera auf dem Markusplatz statt. Daher bot die Sensa auch Gelegenheit, Überlegenheit, Herrschaft und Reichtum der Serenissima zur Schau zu stellen. Manchmal jedoch kam es zu unauflösbaren Widersprüchen, nämlich dann, wenn die Messe gut besucht und der Platz überfüllt war mit Verkaufsständen und -buden, und infolgedessen kein Platz mehr für die übliche Prozession um den Platz übrig blieb. Dies geschah etwa 1727.
Heute wird das Fest vom jeweiligen Bürgermeister geleitet.

## Frühe Berichte
Der deutsche Ritter Arnold von Harff beschrieb die Festa della Sensa im Jahr 1497. Er wiederholte in seinem Bericht bereits all das, was die venezianische Staatspropaganda seit langem ihren Bewohnern und Besuchern vor Augen hielt, nämlich, dass Venedig jungfräulich (also nie gewaltsam unterworfen) in die ewige Verbindung mit dem Meer einwilligte, dass sie zugleich mit dem blanken Schwert für Gerechtigkeit und Freiheit stand. Diesen Wahrnehmungsvorgang, der sich aus einer Reihe weiterer Elemente auf der mentalen Landkarte der Zuschauer und Teilnehmer zusammensetzte, bezeichnete Johannes Fried als „Implantierung von Erinnerung“, ein Prozess, den Venedig über Jahrhunderte mit großer Systematik betrieb.